# Islandia en los Juegos Olímpicos de Milán-Cortina d'Ampezzo 2026
Islandia participará en los Juegos Olímpicos de Milán-Cortina d'Ampezzo 2026. Responsable del equipo olímpico es la Asociación Deportiva y Olímpica de Islandia.